# Delphine Bardin
Pour les articles homonymes, voir Bardin.
Delphine Bardin est une pianiste de musique classique française née le 18 juillet 1974 à Tours.

## Biographie
Née à Tours, dans une famille de mélomanes, Delphine Bardin commence le piano dès l’âge de cinq ans. Elle est ensuite l’élève de Paule Grimaldi puis entre au Conservatoire national supérieur de musique et de danse de Paris, où elle obtient les premiers prix de piano ainsi que ceux de musique de chambre, d’accompagnement  piano et accompagnement vocal.
Elle est ensuite admise en cycle de perfectionnement, dans la classe de Pierre-Laurent Aimard pour le piano et de Christian Ivaldi pour la musique de chambre.[réf. nécessaire]
En 1996, elle est lauréate de la Bourse Yvonne Lefébure et l’année suivante, se voit décerner le Prix Clara Haskil (à Vevey, en Suisse).
De nombreux engagements en soliste s’ensuivent en Suisse, au Canada, en Allemagne, en France ; lauréate de la « Fondation Natexis », elle est aussi nommée « Rising Star » pour la saison 2001/2002, ce qui lui permet de jouer en récital dans des salles prestigieuses telles que la Philharmonie de Cologne, le Wigmore Hall de Londres, le Palais des Beaux-Arts de Bruxelles, la salle Gaveau et le Carnegie Hall de New York,.
Elle s’est produite dans des festivals tels que le Klavier Festival de la Ruhr, les journées Mozart-Messiaen à Vevey, le Festival des Arcs.
La musique de chambre tient une place très importante dans son activité et elle joue régulièrement avec la violoncelliste Ophélie Gaillard, la flûtiste Sarah Louvion,. Elle a constitué, avec la violoncelliste Maryse Castello et le violoniste Arno Madoni, le Trio Pilgrim. En duo avec la violoniste Elsa Grether, elle a été récompensée par le Prix Pro Musicis en 2009.
Elle a enregistré un CD (Claves) Mozart / Schumann avec l’Orchestre de Chambre de Lausanne sous la direction de Jesus Lopez-Cobos (Claves 1998), un disque de Mélodies françaises et canadiennes avec la soprano Hélène Guilmette (Ambroisie 2004), ainsi que les 13 Barcarolles de Gabriel Fauré (Alpha 2010).
Delphine Bardin a cofondé les classes bimensuelles de Pro Musicis dites “enfants de Bach” qu'elle anime (plus de 21 concerts par saison musicale, à Paris et au Liban) au profit des enfants et adultes en souffrance, handicapés ou trisomiques.

## Discographie
- CD Mozart / Schumann avec l’Orchestre de Chambre de Lausanne sous la direction de Jesus Lopez-Cobos (Claves 1998)
- Album « Airs chantés », avec la soprano canadienne Hélène Guilmette
- Barcarolles de Fauré CD Alpha, enregistrement septembre 2008 (Diapason d'Or 2010)[2]
- Brahms, Trois choses demeurent, avec Béatrice Reibel-Petit, violoncelliste CD Proclam’Art